# فندق دار الإيمان
فندق دار الإيمان أحد فنادق المدينة المنورة من فئة الخمس نجوم، ويقع في المنطقة المركزية بالمدينة مقابل المسجد النبوي مباشرة، ويحتوي على 13 طابق و 420 غرفة مجهزة بكافة وسائل الراحة والرفاهية، ويعتبر الفندق أحد ثلاثة فنادق بالمدينة كانت تحمل اسم "إنتركونيتننتال"، حيث يوجد فندق دار التقوى وفندق دار الهجرة.